# José Vilaplana Blasco
José Vilaplana Blasco (Benimarfull, 5 dicembre 1944) è un vescovo cattolico spagnolo, dal 15 giugno 2020 vescovo emerito di Huelva.

## Biografia
José Vilaplana Blasco è nato a Benimarfull il 5 dicembre 1944.

### Formazione e ministero sacerdotale
Ha compiuto gli studi ecclesiastici nel seminario maggiore di Valencia.
Il 25 maggio 1972 è stato ordinato presbitero per l'arcidiocesi di Valencia. In seguito è stato vicario coadiutore nella parrocchia di Cristo Re a Gandia dal 1972 al 1974, rettore del seminario minore di Játiva e responsabile dell'Istituto baccellierato unificato polivalente della medesima cittadina dal 1974 al 1980, quando è stato inviato a Roma per studi. L'anno successivo ha conseguito la licenza in teologia spirituale presso la Pontificia Università Gregoriana. Tornato in patria è stato vicario episcopale della zona di Alcoy-Onteniente e parroco delle parrocchie di San Mauro e San Francesco ad Alcoy e delle parrocchie di Penáguilla, Benifallim e Alcolecha dal 1981 al 1984.

### Ministero episcopale
Il 20 novembre 1984 papa Giovanni Paolo II lo ha nominato vescovo ausiliare di Valencia e titolare di Bladia. Ha ricevuto l'ordinazione episcopale il 27 dicembre successivo dall'arcivescovo metropolita di Valencia Miguel Roca Cabanellas, co-consacranti l'arcivescovo metropolita di Oviedo Gabino Díaz Merchán e il vescovo di Huelva Rafael González Moralejo.
Il 23 agosto 1991 lo stesso papa Giovanni Paolo II lo ha nominato vescovo di Santander.
Il 17 luglio 2006 papa Benedetto XVI lo ha nominato vescovo di Huelva. Ha preso possesso della diocesi il 23 settembre successivo.
Nel marzo del 2014 ha compiuto la visita ad limina.
Il 15 giugno 2020 papa Francesco ha accolto la sua rinuncia per raggiunti limiti d'età.
In seno alla Conferenza episcopale spagnola è membro della commissione per la vita consacrata dal marzo del 2020. In precedenza è stato membro della commissione per la pastorale dal 1996 e dal marzo del 2017 al marzo del 2020; presidente della stessa e della commissione per il clero.

## Genealogia episcopale
La genealogia episcopale è:
- Cardinale Scipione Rebiba
- Cardinale Giulio Antonio Santori
- Cardinale Girolamo Bernerio, O.P.
- Arcivescovo Galeazzo Sanvitale
- Cardinale Ludovico Ludovisi
- Cardinale Luigi Caetani
- Cardinale Ulderico Carpegna
- Cardinale Paluzzo Paluzzi Altieri degli Albertoni
- Papa Benedetto XIII
- Papa Benedetto XIV
- Papa Clemente XIII
- Cardinale Marcantonio Colonna
- Cardinale Giacinto Sigismondo Gerdil, B.
- Cardinale Giulio Maria della Somaglia
- Cardinale Carlo Odescalchi, S.I.
- Cardinale Costantino Patrizi Naro
- Cardinale Serafino Vannutelli
- Cardinale Domenico Serafini, Cong.Subl. O.S.B.
- Cardinale Pietro Fumasoni Biondi
- Cardinale Antonio Riberi
- Arcivescovo Miguel Roca Cabanellas
- Vescovo José Vilaplana Blasco